# Maddox Cove
Maddox Cove is een dorp in de Canadese provincie Newfoundland en Labrador. Het dorp ligt aan de oostkust van Newfoundland en maakt deel uit van de gemeente Petty Harbour-Maddox Cove.

## Geschiedenis
De eerste inwoners vestigden zich reeds in de 17e eeuw aan de oevers van Maddox Cove, dat historisch gezien een vissersdorp is. Ook in de 21e eeuw blijft de vangst van voornamelijk kabeljauw en Chionoecetes-krabben een belangrijke inkomstenbron, al is een deel van de economie zich gaan richten op het toerisme.

## Geografie
Maddox Cove ligt aan de gelijknamige inham van Motion Bay, een baai van de Atlantische Oceaan aan de oostkust van het schiereiland Avalon. Het door heuvels omringde dorp is gelegen aan provinciale route 11 en ligt een halve kilometer ten noorden van het ongeveer half zo grote Petty Harbour. Tezamen met dat dorp vormt het de gemeente Petty Harbour-Maddox Cove, een deel van de Metropoolregio St. John's.
Zo'n 3 km ten zuidwesten van de plaats begint de bebouwing van Goulds, een van de grote zuidelijke buitenwijken van de provinciehoofdstad St. John's. Downtown St. John's ligt daarentegen zo'n 9 km verder noordwaarts.

## Galerij

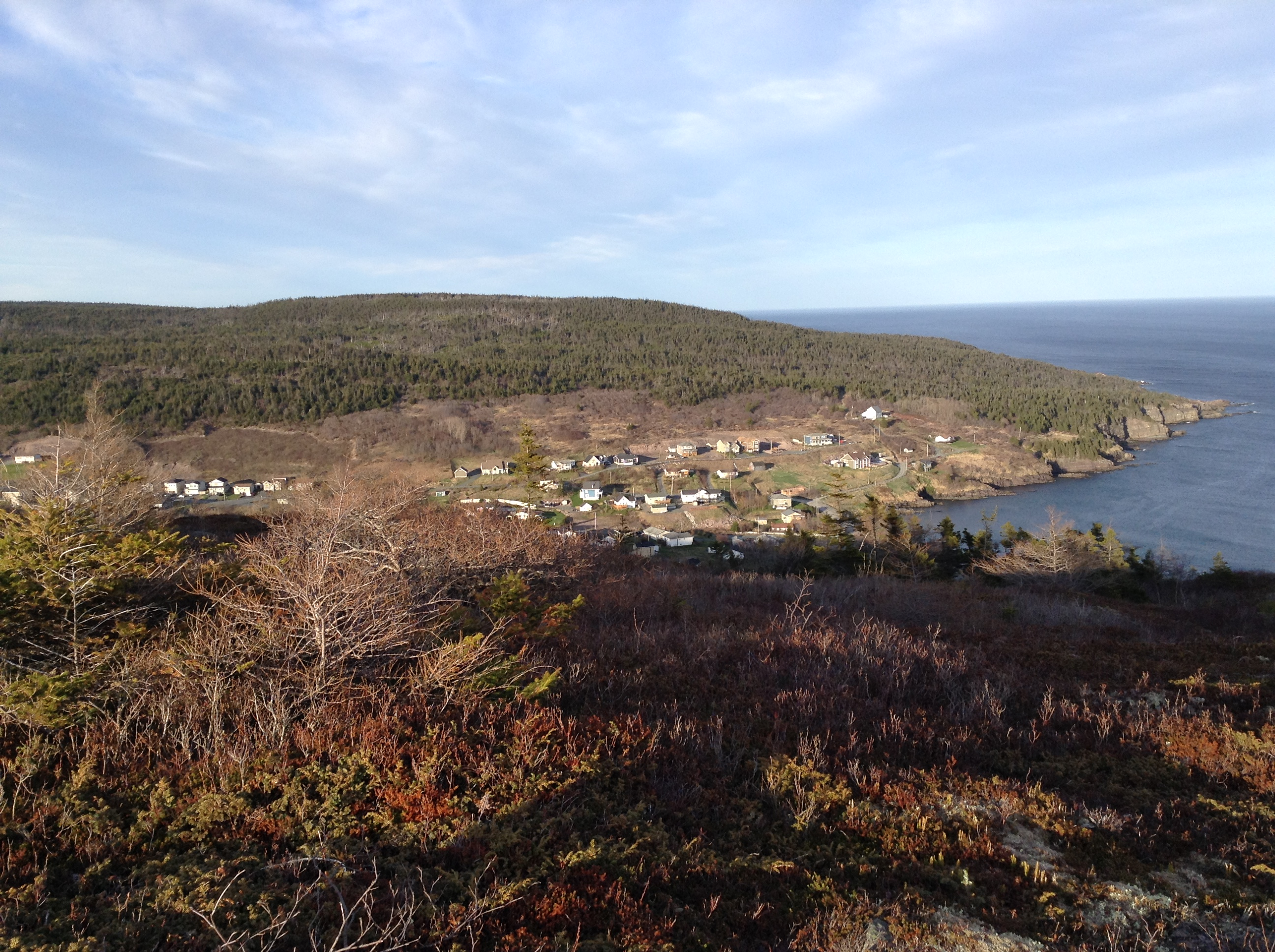
Zicht op Maddox Cove vanaf een heuveltop
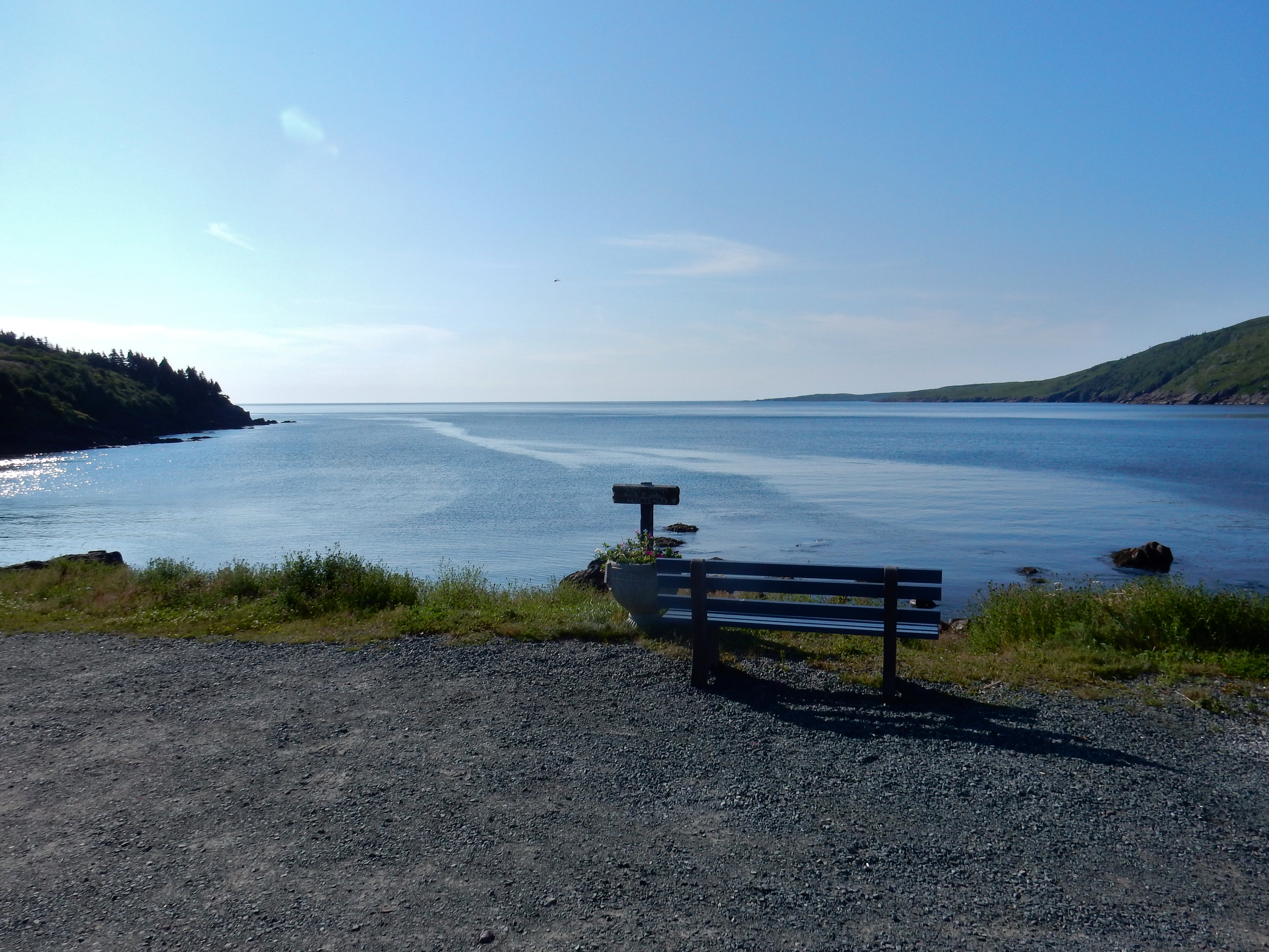
Zicht op de zee-inham Maddox Cove van aan de rand van het gelijknamige dorp